# فرودگاه اسموک‌تاون
فرودگاه اسموک‌تاون (به انگلیسی: Smoketown Airport) یک فرودگاه است . این فرودگاه در کشور ایالات متحده آمریکا قرار دارد .